# Nurit Koren
Nurit Koren (hebr.: נורית קורן, ur. 24 lutego 1960 w Jerozolimie) – izraelska prawniczka, działaczka społeczna i polityk, w latach 2015–2019 poseł do Knesetu z listy Likudu.

## Życiorys
Urodziła się 24 lutego 1960 w Jerozolimie.
Ukończyła prawo na Ono Academic College w Kirjat Ono oraz Uniwersytecie Bar-Ilana w Ramat Ganie. Ukończyła także nauki społeczne na Otwartym Uniwersytecie Izraela w Ra’anannie. Pracowała jako adwokat, należy do Izraelskiej Izby Adwokackiej.
W wyborach parlamentarnych w 2015 po raz pierwszy dostała się do izraelskiego parlamentu z listy Likudu. W dwudziestym Knesecie była zastępcą przewodniczącego parlamentu, przewodniczyła podkomisji zajmującej się reformą opieki zdrowotnej, specjalnej komisji zajmującej się sprawami zaginięć dzieci oraz zasiadała w kilku komisjach.
W kwietniu 2019 utraciła miejsce w parlamencie.
Jest mężatką, ma czworo dzieci.